# Canalul Vadu Crișului – Aștileu
Râul Vadu Crișului–Aștileu este un canal artificial care derivează debitele râului Crișul Repede pentru alimentarea centralei hidroelectrice Aștileu, cu o putere instalată de 2,8 MW. Canalul, având o lungime totală de 9 km a fost executat în 1954. 
Canalul captează debitele râului în dreptul localitătii Vadu Crișului și urmează un traseu care trece prin vecinătatea satelor  Birtin, Dobricionești, Josani, Măgești, Aștileu restituind apele turbinate de centrala hidroelectrică prin canalul de fugă care debușează în dreptul localității Chistag. Canalul captează și debitele afluenților Crișului Repede intersectate de traseul canalului.

## Hărți
- Harta județului Bihor